# کودلکو

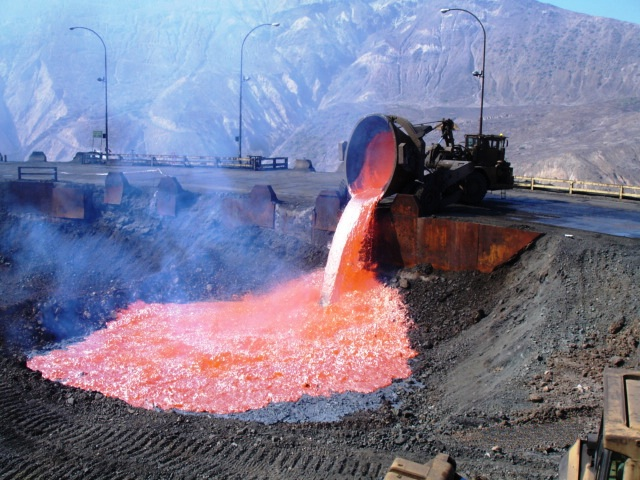
معدن ال تنینته، متعلق به شرکت کودلکو

کودلکو (به انگلیسی: Codelco) (خلاصه شده: شرکت ملی مس شیلی) شرکت دولتی استخراج معدن شیلیایی است، که در زمینه تولید مس، مولیبدن، رنیوم، نقره و طلا فعالیت می‌کند و هم‌اکنون با استخراج بیش از ۱٫۶ میلیون تُن در سال، به‌عنوان بزرگترین تولید کننده مس در جهان شناخته می‌شود.
شرکت کودلکو در سال ۱۹۵۵ از ادغام چند شرکت معدنی خارجی تأسیس شد و در سال ۱۹۷۶ در پی ملی‌سازی این شرکت، مالکیت آن در اختیار دولت شیلی قرار گرفت، که هم‌اکنون توسط ۷ مدیر اصلی اداره می‌شود.
مدیرعامل شرکت کودلکو، وزیر معادن شیلی است و توسط رییس‌جمهور شیلی تعیین می‌شود. دفتر مرکزی این شرکت در شهر سانتیاگو، شیلی قرار دارد.